# Achoerodus
Achoerodus es un género de peces de la familia de los Labridae y del orden de los Perciformes.

## Especies
De acuerdo con FishBase:
- Achoerodus gouldii (Richardson, 1843)[3]
- Achoerodus viridis (Steindachner, 1866)[4]